# Frydrychowscy herbu Kornicz
Frydrychowscy herbu Kornicz – polska rodzina szlachecka pochodzenia ruskiego.

## Historia
Frydrychowscy wywodzili się z Korniczów, rodu rycerskiego pochodzenia ruskiego, którego przedstawiciele przed 1364 r. osiedlili się w księstwie oświęcimskim. Nazwisko Frydrychowscy przyjęła jedna z odnóg rodu od nazwy miejscowej Frydrychowice w XV w. (Inni Kornicze w ziemi oświęcimskiej i zatorskiej to m.in. rodziny Inwałdzkich, Laskowskich, Porębskich). Protoplastą Frydrychowskich był Niczko Rusin z Frydrychowic (Rutheno de Fridrichow), wzmiankowany w dokumencie z 1364 r. Nie jest zatem prawdą - jak utrzymywały wcześniejsze opracowania - że przybyli na pogranicze małopolsko-śląskie dopiero za czasów Zygmunta Korybutowicza, tj. w czasie wojen husyckich.
Byli właścicielami m.in. Frydrychowic (jako swego gniazda rodowego), Przybradza, Tomic oraz Radoczy. W swych majątkach prowadzili m.in. gospodarkę stawową. Frydrychowscy odznaczyli się również jako oddani żołnierze, uczestnicząc w 1531 r. w kampanii obertyńskiej. Oprócz księstw oświęcimskiego i zatorskiego występowali także na Śląsku, w ziemi cieszyńskiej i pszczyńskiej. W 1410 Janusz z Frydrychowic w nagrodę zasług otrzymał od Jagiełły 60 grzywien na wsi Miłasze w powiecie bieckim.
Najsłynniejszymi postaciami z rodu byli Jan Frydrychowski, kanonik krakowski, Mikołaj Frydrychowski, wojski oświęcimski, Jan Frydrychowski, podstarości zatorski, a także Tobiasz Aleksy Frydrychowski, komornik księstw oświęcimskiego i zatorskiego, wykształcony w Akademii Krakowskiej, o którym Kasper Niesiecki pisał, że był to „człowiek w prawie koronnem umiejętności wielkiej”. W XVIII w. rodzina utraciła wcześniejsze znaczenie.